# NGC 5609
NGC 5609 هي مجرة تتبع كوكبة العواء. اكتشفها ويليام بارسونز في 1 مارس 1851.

## روابط خارجية
- NGC 5609 على موقع ويكي سكاي: DSS2, SDSS, GALEX, IRAS, Hydrogen α, X-Ray, Astrophoto, Sky Map, Articles and images